# Кирил Ефремов
Кирил Ефремов е български актьор.

## Биография
Роден е в град София. Още от 15-годишна възраст се изявява в телевизионното предаване „Коктейлите на Влади“. След това завършва НАТФИЗ в класа на проф. Здравко Митков. Играл е в театър „София“, Народния театър „Иван Вазов“, „Българска армия“, „Сълза и смях“, Пловдивския, Сливенския театър и Пернишкия театър.
Над две години участва в популярното телевизионно шоу „Шаш“, заедно с Влади Въргала и Кофи Бабоне. От 2005 до 2010 г. е актьор в Сатиричен театър „Алеко Константинов“, София. През 2010 – 2011 г. снима във филма Операция „Шменти капели“, чийто автор е Владислав Карамфилов (Влади Въргала), а режисьор е Иван Митов.
През 2013 година участва в първия сезон на телевизионното риалити Къртицата, като на него е отредена най-главната роля – тази на самата Къртица.

## Филмография

### Участие във филма „Цената на властта“ (2023)
През 2023 г. Кирил Ефремов се включва в актьорския състав на политическия трилър „Цената на властта“ на режисьора Исидор Карадимов. Филмът разглежда теми като корупция, морална криза и борба за влияние в съвременна България. Героят на Ефремов е част от мрежата от политически и икономически зависимости, които движат действието в сюжета.

### Други роли
- Съни бийч (2-ри сезон) – лихваря
- Възвишение (2017) – Петко Страшника
- Ние, нашите и вашите (2017) – Христо Иванов – Легендата
- Под прикритие (2011 – 2016) – Тишо Близнака, „бригадир“ в групировката на Джаро
- Операция „Шменти капели“ (2011) – Ботора
- Най-важните неща (2-сер. тв, 2001) – бодигард 2
- Търси се екстрасенс (2001)
- Колобър (2001) - големия
- Вуйчото (1996) – рекетьор
- Undisputed – Redemption (Guard 1)

## Личен живот
Женен е от 26 октомври 2002 г. за Елена, с която се запознават във фитнесзала. Имат син, който кръщават Ефрем. Голям фен на Левски.